# Джон Кольєр (художник)
Джон Мейлер Кольєр (англ. Sir John Maler Collier; 27 січня 1850 — 11 квітня 1934) — англійський художник, портретист, прерафаеліст.

## Життєпис
Народився у сім'ї Роберта Кольєра першого барона Монксуела, котрий був відомим та поважним суддею, а у вільний час захоплювався живописом. Джон був молодшим сином, тому титул успадкував його старший брат Роберт. Джон Кольєр вчився живопису у Мюнхенській академії, куди влаштувався 14 квітня 1875.
1789 року Джон Кольєр породичався із англійським зоологом Томасом Генрі Хакслі (відомим під прізвиськом «Бульдог Дарвіна»), одружившись з його донькою Меріан. Дружина померла від пневмонії у 1887 році. За два роки Джон одружується з рідною сестрою Меріан, Етель.
Джон Кольєр був успішним та талановитим портретистом. Він портретував Редьярда Кіплінга, Чарльза Дарвіна, Томаса Хакслі… Дуже цікаві його праці на історичні і міфологічні теми.
Помер художник 11 квітня 1934 року в Хемпстеді у віці вісімдесяти чотирьох років.

## Роботи
Піфія
Леді Ґодіва